# Trumpchi Empow
 (janvier 2022).
La Trumpchi Empow (影豹) est une berline compacte produite en Chine par Guangzhou Automobile Cie sous la marque Trumpchi. Elle était destinée à être une berline sportive pour se différencier de la berline compacte Trumpchi GA4.

## Aperçu

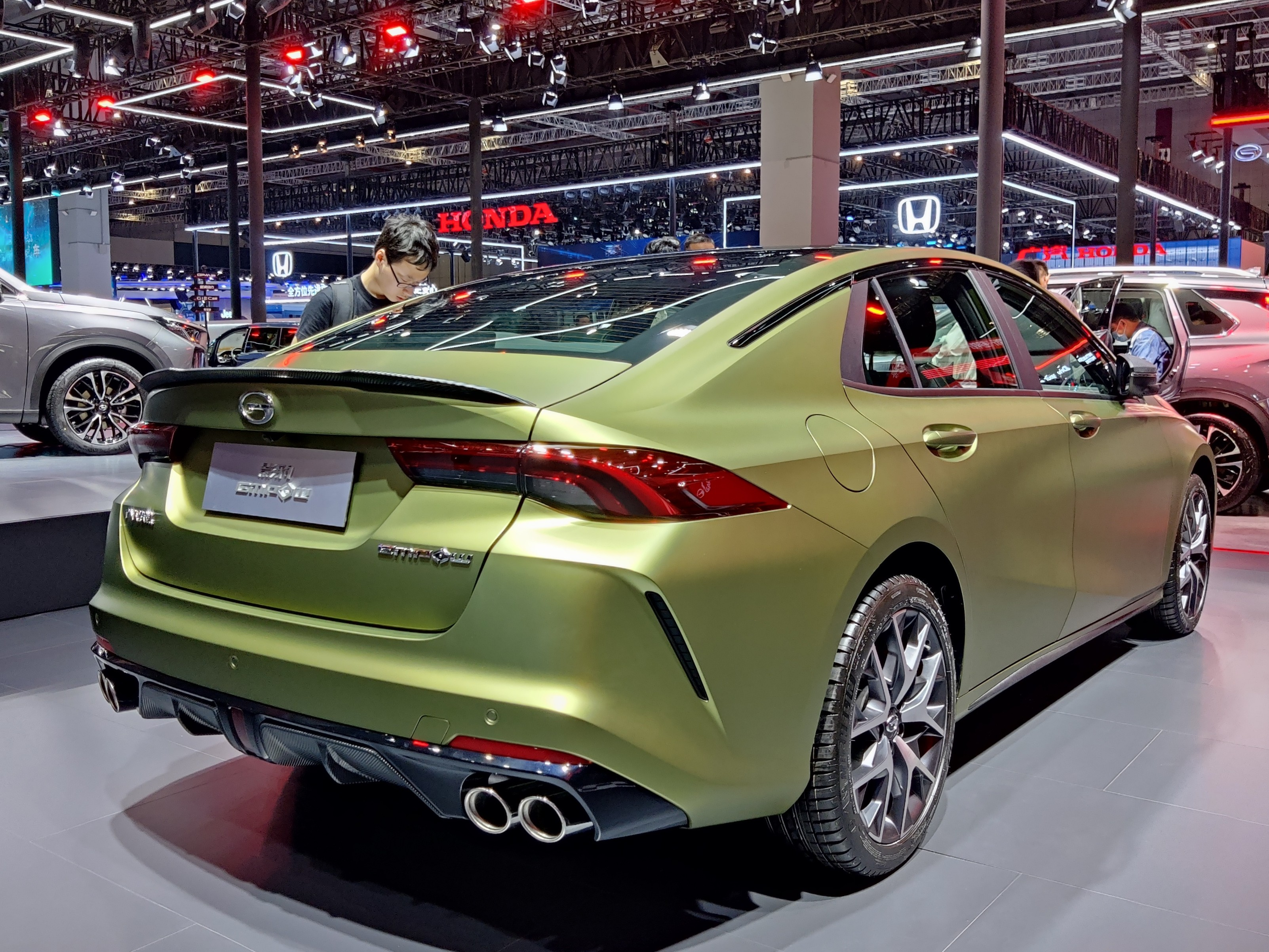
Trumpchi Empow, arrière

La Trumpchi Empow a été présentée pour la première fois en 2020 au Salon de l'auto de Guangzhou 2020 sous une forme semi-conceptuelle et sous le nom d'EMPOW55 Concept. En Chine, la production de la Trumpchi Empow a été officiellement lancée lors du Salon de l'automobile de Shanghai 2021 à Shanghai en tant que successeur de la berline compacte Trumpchi GA4, bien que la GA4 continue d'être vendue à côté et ait également fait l'objet d'un lifting début 2021. La berline Empow de production est basée sur la nouvelle architecture de plate-forme modulaire mondiale de GAC. Au lancement en Chine, les prix de la Trumpchi Empow varient de 98 800 à 128 800 yuans (12 880 à 16 790 euros).

### Groupe motopropulseur
La berline Empow est propulsée par un moteur quatre cylindres en ligne turbo de 1,5 litre développant 177 ch (130 kW) et 270 N m de couple associé à une transmission à double embrayage à 7 rapports. L'Empow est uniquement à traction avant et l'accélération de 0 à 100 km/h prend 6,95 secondes,. Une version à moteur turbo de 2,0 litres couplée à une boîte de vitesses automatique à 8 rapports et une version hybride était disponible plus tard.